# فاراب (کوثر)
فاراب روستایی است که در استان اردبیل، شهرستان کوثر، بخش مرکزی، دهستان سنجبد غربی قرار دارد.

## جمعیت
بر اساس سرشماری سال ۱۳۸۵ جمعیت این روستا ۶۵۰ نفر با ۱۳۸ خانوار بوده‌است.
این روستا در نزدیکی شهر گیوی واقع شده است